# Pare-feu Windows
Pour les articles homonymes, voir ICF.
Le Pare-feu Windows (en anglais, Windows Firewall) est un pare-feu personnel édité par Microsoft. Il est inclus dans les systèmes d'exploitation Microsoft Windows XP (SP2), Windows Server 2003, Windows Vista, Windows 7, Windows 8 et Windows 10,.
Pour Windows XP Édition familiale, Windows XP Professionnel, Windows XP Édition familiale Service Pack 1 (SP1) et Windows XP Professionnel SP1, Windows Firewall était nommé Pare-feu de connexion Internet (en anglais : Internet Connection Firewall, ou ICF).
Pour chaque interface réseau, un des trois profils est automatiquement activé :
- Le Profil Public suppose que le réseau est partagé avec le monde entier et est le profil le plus restrictif.
- Le Profil Privé suppose que le réseau est isolé d'Internet et autorise plus de connexions entrantes que le profil public. Un réseau n'est jamais considéré comme privé à moins qu'il ne soit désigné comme tel par l'administrateur local.
- Le Profil de Domaine est le moins restrictif. Cela permet d'augmenter le nombre de connexions entrantes pour le partage de fichiers, etc. Le Profil de Domaine est sélectionné automatiquement lorsqu'il est connecté à un réseau avec un domaine auquel l'ordinateur local fait confiance.

Les fonctionnalités de Journal de sécurité sont incluses et activées qui peuvent enregistrer les adresses IP et d'autres données liées aux connexions provenant d'un réseau domestique ou de bureau ou d'Internet. Il peut enregistrer à la fois des lots perdus et les connexions réussies. Cela peut être utilisé, par exemple, pour garder une trace de chaque connexion d'un ordinateur sur le réseau à un site Web. Ce Journal de sécurité n'est pas activé par défaut ; l'administrateur doit l'activer.
Le pare-feu Windows peut être contrôlé/configuré à l'aide de l'API orientée objet COM, de scripts à l'aide de la commande netsh, d'un outil d'administration graphique ou de manière centralisée à l'aide de stratégies de groupe. Quelle que soit leur configuration, toutes les fonctionnalités sont disponibles.